# Малайзийско-фиджийские отношения
Малайзийско-фиджийские отношения — двусторонние дипломатические отношения между Малайзией и Фиджи. Фиджи имеет Верховный комиссариат в Куала-Лумпуре, который также аккредитован в Брунее, на Филиппинах и Сингапуре, а Малайзия имеет Верховный комиссариат в Суве.

## История
Обе страны были частью Британской империи и имеют давние отношения из-за большого числа фиджийских солдат, служивших на полуострове Малайзия во время чрезвычайного положения в Малайе с 1952 по 1956 год. В 1971 году первый премьер-министр Фиджи Рату сэр Камисезе Мара посетил Малайзию, где в 1977 году были установлены дипломатические отношения. Верховный комиссариат Малайзии в Суве был открыт в 1984 году, а фиджийский Верховный комиссариат в Куала-Лумпуре в 1988 году.

## Экономические отношения и отношения в области безопасности
В настоящее время Фиджи обращается к Малайзии за технической помощью в области сельского хозяйства, развития малых и средних предприятий, рыболовства, лесному хозяйству и улучшению производственной базы Фиджи. Фиджи также обращается за помощью в осуществлении проектов в области возобновляемых источников энергии и развития инфраструктуры. Страна также рассматривает возможность маркетинга и продвижения продукции Фиджи в Малайзии и остальной части Азии, что является императивом для туристического сектора. Существует также план прямого авиасообщения с Малайзией, что было бы полезно для развития сектора туризма Фиджи, и обе страны имеют отношения в подготовке военных офицеров, образовании и воздушном сообщении. В 2011 году был создан деловой совет Фиджи-Малайзии.